# Округ Рајли (Канзас)
Округ Рајли (енгл. Riley County) је округ у америчкој савезној држави Канзас. По попису из 2010. године број становника је 71.115. Седиште округа је град Менхетн.

## Демографија
Према попису становништва из 2010. у округу је живело 71.115 становника, што је 8.272 (13,2%) становника више него 2000. године.
| Група             | 2000.          | 2010.          |
| Белци             | 51.954 (82,7%) | 56.571 (79,5%) |
| Афроамериканци    | 4.325 (6,9%)   | 4.530 (6,4%)   |
| Азијати           | 2.022 (3,2%)   | 2.996 (4,2%)   |
| Хиспаноамериканци | 2.872 (4,6%)   | 4.610 (6,5%)   |
| Укупно            | 62.843         | 71.115         |